# Lardil
Lardil är ett australiskt språk som talades av 65 personer år 2016 enligt Australiens folkräkning. Det talas i Queensland. Lardil tillhör de pama-nyunganska språken..
Språket anses vara utdöende. De yngsta talarna är äldre än 50-åriga.
Lardil har ingen skriftlig standard.